# François Furet
François Furet (París, 1927 -Figeac, 1997) fou un historiador francès. Ha estat professor al Centre Nacional de la Recerca Científica (CNRS) i a l'Ecole Practique des Hautes Etudes, de la qual ha estat també director. També fou membre de l'Acadèmia Francesa.
Ha estat membre del Partit Comunista Francès des del 1949. S'ha centrat en l'estudi de la Revolució Francesa, en la interpretació de la qual s'ha distanciat dels plantejaments marxistes i ha evolucionat cap a la història de les idees. Va encunyar el terme bessons totalitaris per a referir-se al comunisme i al feixisme.

## Obres[3]
- Livre et societé dans la France du XVIIIè siècle (1965)
- La Révolution Française (1973) amb Denis Richet
- Lire et écrire, l'alphabétisation des français de Calvin à Jules Ferry (1977)
- Penser la Révolution Française (1978)
- L'atelier de l'histoire (1982)
- Marx et la Révolution Française (1986)
- La gauche et la Révolution française au milieu du XIXe siècle: Edgar Quinet et la question du jacobinisme, 1865-1870 (1986)